# 卡拉马特·侯赛因诺夫
卡拉马特·侯赛因诺夫（1998年8月30日—）是一名阿塞拜疆男子柔道运动员。他的叔父叶尔努尔·马马德利同样是柔道选手。他也受叔父的影响在2007年开始接触柔道。16岁时，他赢得了自己的首个全国冠军。2018年，他首次参加成年世界锦标赛，在复活赛中不敌格鲁吉亚选手阿米兰·帕皮纳什维利，获得第五名。2021年，他开始在国际成年级赛场上实现重大突破，先后在欧洲锦标赛和世界锦标赛各收获一枚铜牌。